# Jean-Patrick Manchette
Jean-Patrick Manchette (19 de desembre de 1942, Marsella - 3 de juny de 1995, París) va ser un escriptor francès a qui s'atribueix la reinvenció i revitalització del gènere negre. Va escriure deu novel·les breus durant els anys setanta i fins als primers vuitanta. Les seves històries són violentes, exploracions existencialistes de la condició humana i de la societat francesa. Manchette era políticament d'esquerres com queda palès a la seva obra on es reflecteix la seva anàlisi de les classes socials i la cultura. Els seus llibres són una reminiscència de la nouvelle vague, de les pel·lícules negres de Jean-Pierre Melville, amb la utilització d'un estil similar, fresc i existencial, en un gènere típicament americà (cinema negre de Melville i novel·les barates de Manchette).
Tres de les seves novel·les van ser traduïdes a l'anglès. Dues d'elles van ser publicades per l'editorial City Lights Books de San Francisco. Una tercera novel·la, Fatale, va ser publicada el 2011 a la col·lecció de clàssics de New York Review Books. I també L'afer N'Gustro, traduïda per Albert Jané i publicada dins la col·lecció "La cua de palla" el 1984.
El 2009, Fantagraphics Books va publicar una versió en anglès de l'adaptació del dibuixant francès Jacques Tardi de Le petit bleu, sota el nou títol en anglès, West Coast blues.